# Воїнов Михайло Львович
Михайло Львович Воїнов (16 листопада 1904, с-ще Верхня Хортиця (нині — частина м. Запоріжжя) — 11 грудня 1970, с. Антипівка Камишинського району Волгоградської області) — лейтенант Червоної Армії, учасник Другої світової війни, Герой Радянського Союзу.

## Біографія
Михайло Воїнов народився 16 листопада 1904 року в селищі Верхня Хортиця (нині — в межах міста Запоріжжя) в родині службовця.
Після закінчення Новохоперського педагогічного технікуму працював учителем.
У серпні 1941 року Воїнов був призваний на службу в Робітничо-селянську Червону Армію та направлений на фронт німецько-радянської війни. Брав участь у боях на Західному та Південно-Західному фронтах. До жовтня 1943 року єфрейтор Михайло Воїнів був старшим радіотелеграфістом 384-го артилерійського полку 193-ї стрілецької дивізії 65-ї армії Центрального фронту. Відзначився під час битви за Дніпро.
15 жовтня 1943 року Воїнов одним з перших переправився через Дніпро в районі селища Лоєв Гомельської області Білоруської РСР і встановив безперебійний зв'язок плацдарму на західному березі зі штабом на східному. Взяв активну участь у відбитті ряду ворожих контратак, захопленні німецьких мінометних батарей.
У 1945 році у званні лейтенанта Воїнов звільнений у запас. Перебував на партійній та громадській роботі, потім працював учителем школи села Антипівка Камишинського району Волгоградської області. Помер 11 грудня 1970 року, похований на меморіальному кладовищі м. Камишина.

## Нагороди
- Указом Президії Верховної Ради СРСР від 30 жовтня 1943 року єфрейтор Михайло Воїнов удостоєний високого звання Героя Радянського Союзу з врученням ордена Леніна та медалі «Золота Зірка» за номером 1644.
- Також нагороджений низкою медалей.